# Interstate 440 (Caroline du Nord)
Pour les articles homonymes, voir Interstate 440.
L'Interstate 440 (I-440), aussi connue comme la Raleigh Beltline, est une autoroute de Caroline du Nord. L'I-440 fait 16,4 miles de long (26,4 km) et encercle presque tout le centre de Raleigh. 
L'I-440 commence à l'ouest de Raleigh à un échangeur avec l'I-40 comme continuité de la US 64 / US 1 et traverse une zone résidentielle. L'autoroute marque un virage vers l'est, croise la US 70 et deux voies locales. Elle se dirige ensuite vers le sud-est où elle rencontre la US 401 puis la US 64 Bus. Elle rencontrera ensuite l'I-87 / US 64 / US 264. La US 64 et l'I-87 forment un multiplex avec l'I-440 pour ce qui reste du parcours de l'autoroute. La sortie 16 est la dernière sortie de l'I-440, où cette dernière se sépare pour rejoindre soit l'I-40 est ou ouest.
La Raleigh Beltline a été formée de des segments d'autoroutes dont le premier a été mis en service en 1959. La boucle a été complétée en 1984 avec plusieurs numéros de route. Jusqu'en 2008, l'I-40 et l'I-440 formaient un multiplex dans la portion sud de la boucle. Ce tronçon a été tronqué de l'I-440 pour éviter la confusion.

## Description du tracé
L'I-440 débute à l'ouest de Raleigh à un échangeur entre l'I-40 / US 1 / US 64 et se dirige vers le nord-est dans un multiplex avec US 1 / US 64, lesquelles continuent d'ailleurs au-delà de l'I-40. L'autoroute borde des zones résidentielles et croise quelques voies locales. En croisant la US 70, l'I-440 atteint son point le plus au nord. À partir de cette jonction, l'autoroute se dirige vers l'est et traverse encore des secteurs résidentiels.
L'autoroute croise des voies locales et commence à se diriger vers le sud-est. Elle rencontre la US 401, ce qui met fin au multiplex avec US 1. L'autoroute poursuit son trajet et rencontre la US 64 Bus., laquelle forme un multiplex avec l'I-440 jusqu'à ce que la route rencontre l'I-87 / US 64 / US 264 un peu plus loin. À cet échangeur, la US 64 et la US 264 se détachent de l'I-440 pour suivre le tracé de l'I-87. Peu après cette jonction, l'I-440 atteint son terminus est lorsqu'elle rencontre à nouveau l'I-40.

## Liste des sorties
| Interstate 440                            |              |       |       |        |                                                                               | |
| Comté                                     | Municipalité | mi    | km    | Sortie | Intersections / Destinations                                                  | Notes                                                                                               |
| Wake                                      | Raleigh      | 0,00  | 0,00  | —      | US 1 sud / US 64 ouest – Sanford, Asheboro                                    | Terminus ouest du multiplex avec US 1; la route continue comme US 1 / US 64                         |
| Wake                                      | Raleigh      | 0,00  | 0,00  | 1      | I-40 / US 64 est – Benson, Rocky Mount, Durham, Aéroport de Raleigh           | Indiqué sortie 1A (est) et 1B (ouest); sortie 293B de l'I-40                                        |
| Wake                                      | Raleigh      | 0,70  | 1,10  | 1C     | Jones Franklin Road                                                           | |
| Wake                                      | Raleigh      | 1,70  | 2,70  | 1D     | Melbourne Road                                                                | Sortie direction ouest, entrée direction est                                                        |
| Wake                                      | Raleigh      | 2,30  | 3,70  | 2      | Western Boulevard – Raleigh, Cary                                             | |
| Wake                                      | Raleigh      | 3,30  | 5,30  | 3      | NC 54 (en) (Hillsborough Street) – Meredith College                           | |
| Wake                                      | Raleigh      | 3,80  | 6,10  | 4      | Wade Avenue vers I-40 ouest – Aéroport de Raleigh                             | Indiqué sortie 4A (est) et 4B (ouest)                                                               |
| Wake                                      | Raleigh      | 4,70  | 7,60  | 5      | Lake Boone Trail                                                              | |
| Wake                                      | Raleigh      | 6,30  | 10,10 | 6      | Ridge Road                                                                    | Sortie direction est, entrée direction ouest; sortie en direction ouest fait partie de la sortie 7A |
| Wake                                      | Raleigh      | 6,60  | 10,60 | 7      | US 70 / NC 50 (en) (Glenwood Avenue) / Ridge Road – Crabtree Valley, Durham   | Indiqué sortie 7A (est) et 7B (ouest) en direction ouest                                            |
| Wake                                      | Raleigh      | 8,30  | 13,40 | 8      | Six Forks Road – North Hills                                                  | Indiqué sortie 8A (sud) et 8B (nord)                                                                |
| Wake                                      | Raleigh      | 9,50  | 15,30 | 10     | Wake Forest Road                                                              | |
| Wake                                      | Raleigh      | 10,80 | 17,40 | 11     | US 1 nord / US 401 (Capital Boulevard) – Lake Forest, Louisburg, Centre-ville | Terminus est du multiplex avec US 1; indiqué sortie 11A (sud) et 11B (nord) en direction ouest      |
| Wake                                      | Raleigh      | 11,50 | 18,50 | 12     | Yonkers Road                                                                  | Sortie et entrée direction est                                                                      |
| Wake                                      | Raleigh      | 11,50 | 18,50 | 12     | Brentwood Road                                                                | Sortie et entrée direction ouest                                                                    |
| Wake                                      | Raleigh      | 12,50 | 20,10 | 13A    | New Bern Avenue – Centre-ville                                                | |
| Wake                                      | Raleigh      | 12,60 | 20,30 | 13B    | US 64 Bus. est – Knightdale                                                   | Terminus ouest du multiplex avec US 64 Bus.                                                         |
| Wake                                      | Raleigh      | 13,80 | 22,20 | 14     | I-87 nord / US 64 est / US 264 est– Rocky Mount, Wilson, Greenville           | Terminus est du multiplex avec US 64 Bus.; terminus ouest du multiplex avec US 64                   |
| Wake                                      | Raleigh      | 14,70 | 23,70 | 15     | Poole Road                                                                    | |
| Wake                                      | Raleigh      | 16,20 | 26,10 | 16     | I-40 est – Wilmington, Benson                                                 | |
| Wake                                      | Raleigh      | 16,40 | 26,40 | —      | I-40 ouest/ US 64 ouest – Durham                                              | Terminus est du multiplex avec US 64                                                                |
| - Terminus de multiplex - Accès incomplet |              |       |       |        |                                                                               | |